# Fontein ter nagedachtenis aan Elisabeth Wolff en Agatha Deken

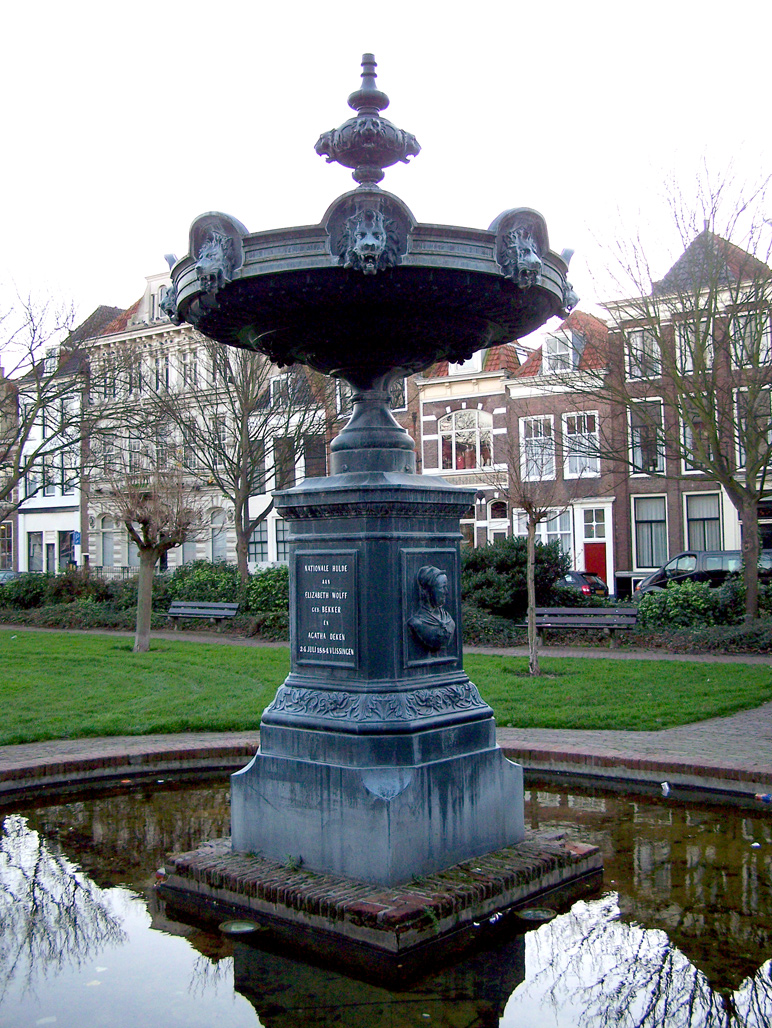
Monument voor Betje Wolff en Aagje Deken in Vlissingen

In Vlissingen, in de Nederlandse provincie Zeeland, staat op het Bellamypark een fontein als monument ter nagedachtenis aan Elisabeth Wolff en Agatha Deken, schrijfsters van onder andere "Historie van mejuffrouw Sara Burgerhart". Het object is een rijksmonument.

## Oprichtingscommissie
In 1880 is een commissie opgericht voor de oprichting van een monument ter nagedachtenis aan beide schrijfsters. Voorzitter is G.N. de Stoppelaar. De commissie had de opdracht geld in te zamelen onder de burgerij.

## Onthulling
Op 24 juli 1884, de 146e geboortedag van Betje Wolff en 80 jaar na hun overlijden, is de fontein onthuld. Dr. John. Dyselinck hield een feestrede, waarna de onthulling werd uitgevoerd door G.N. de Stoppelaar. Daarbij is het monument officieel overhandigd aan de gemeente Vlissingen, onder ‘de verplichting voor het gemeentebestuur om het in zijn tegenwoordige staat te onderhouden en voor zijn beveiliging en bewaring steeds zorg te dragen.’

## Vervaardiging
De fontein bestaat uit een vijver met in het midden een zuil, waarop plaquettes met de tekst 'Nationale hulde aan Elisabeth Wolff geb. Bekker en Agatha Deken 24 juli 1884 Vlissingen' en de afbeeldingen van Wolff en Deken. Bovenop is een schaal met leeuwenkoppen. De fontein spuit het water vier meter omhoog, dat wordt opgevangen in de waterkom, waarna het door verschillende openingen in de vijver belandt. Het bronswerk van de fontein is vervaardigd bij Becht & Dyselinck Bronswerken te Amsterdam. De portretten van Wolff en Deken zijn gemodelleerd door G. de Hollander uit Middelburg.

## Standplaats verplaatsingen en restauraties
- De eerste standplaats was het Betje Wolffplein in Vlissingen. Dit plein is ontstaan na de afbraak van de Kazerne No. 1 aan het eind van de Lange Walstraat, waarbij een kruising ontstond voor de aanleg van een laan naar de duinen (Badhuisstraat).[4]
- In 1909 is de Koopmanshaven of Bierkaai gedempt en onder de naam Bellamypark[5] (vernoemd naar de aldaar geboren dichter Jacobus Bellamy) ingericht als park. De fontein, die in verband met de aanleg van riolering in Vlissingen was opgeslagen, is bij die gelegenheid halverwege het nieuwe park geplaatst.[6]
- In 1947 is de inrichting van het park gereconstrueerd, waarbij de fontein werd verplaatst naar de kop van het park.[7]
- In 1979 is de fontein gerestaureerd. De RVS Gieterij in Middelburg, onderdeel van de Koninklijke Maatschappij de Schelde, heeft in opdracht van Schipper-Kriekaard BV in Koudekerke de inmiddels ontbrekende leeuwenkoppen bijgemaakt. Instructeur Van Merwijk van de Koninklijke Maatschappij ‘De Schelde’ maakte met behulp van een van de koppen gietvormen uit losse zanddelen. Na de restauratie zijn de vormen opgenomen en bewaard in de collectie van het Stedelijk Museum Vlissingen.[8]
- In 2011 is het park opnieuw heringericht, waarbij de fontein is gerestaureerd.[9]